# أفضل الأعمال (موسيقى)
أفضل الأعمال (بالإنجليزية: Greatest hits album)‏ هو ألبوم تجميعي لأنجح الأغاني المصدرة سابقاً من قبل فنان أو فرقة موسيقية معينة، وذلك لزيادة شعبية أغاني الألبوم، ويحتوي الألبوم في بعض الأحيان على أغاني معدلة (ريمكس) للأغاني الأصلية أو أغاني جديدة وفي بعض الأحيان تكون هذه الأغاني الجديدة ناجحة جداً
1. ↑  الوصول: 6 فبراير 2019.